# Midnight Club: Los Angeles
Midnight Club: Los Angeles è il quarto capitolo della serie Midnight Club, erede e seguito di Midnight Club 3 - DUB Edition, è stato annunciato il 16 maggio 2007 da Rockstar Games, è un gioco in preparazione negli studi di Rockstar San Diego, già autori dei tre precedenti capitoli della serie, e sarà ancora una volta un racing urbano aperto, in cui potremo esplorare tutta la città di Los Angeles.
Il produttore del gioco Jay Panek ha dichiarato che: "Con Midnight Club: Los Angeles vogliamo raggiungere nuovi orizzonti, creando così il miglior titolo della serie che sia accessibile sia ai fan dell'automobilismo, sia a giocatori inesperti, il tutto inoltre deve garantire una esperienza di gioco favolosa." Fino ad adesso il gioco però è rimasto nel buio totale.
La casa produttrice del gioco ha però annunciato che mostrerà per la prima volta il gioco la settimana prossima durante la Games Convention 2007 di Lipsia. Rockstar Games ha annunciato che questo quarto episodio della serie Midnight Club, sarà distribuito nei negozi specializzati a partire dal 21 ottobre in Nord America e dal 24 ottobre in Europa, esclusivamente su Xbox 360 e PlayStation 3. Sviluppato da Rockstar San Diego, Midnight Club: Los Angeles consentirà ai giocatori di gareggiare in una Los Angeles riprodotta nei minimi dettagli. Midnight Club: Los Angeles permetterà una personalizzazione dei veicoli sia per avere le migliori prestazioni che per quanto concerne l'estetica. I giocatori potranno rendere completamente uniche auto di lusso, da tuning, esotiche, cabrio o velocissime moto grazie a una quantità notevolissima di accessori fra cui cerchioni, spoiler, pneumatici e molti altri.

## Midnight Club: Complete Edition
Il 18 settembre 2009, Amazon ha rivelato Midnight Club: Complete Edition per PS3 e Xbox 360. In bundle con questa versione del gioco ci sono il South Central, il South Central Vehicle Pack numero 1 e numero 2, e South Central Premium Upgrade. Tutti questi extra si trovano sul disco stesso. È stato pubblicato il 13 novembre 2009.

## Midnight Club: L.A. Remix
Midnight Club: L.A. Remix è una versione portatile di Midnight Club: Los Angeles, che è stato annunciato da Rockstar Games il 21 aprile 2008 per PlayStation Portable. Il gioco è stato pubblicato il 21 ottobre 2008 in Nord America, il 24 ottobre 2008 in Europa e in Australia, e il 5 febbraio 2009 in Giappone.
Il gioco presenta solo una parte di Los Angeles, utilizzando la stessa mappa di Midnight Club II. Per questo, il gioco dispone di un'altra città giocabile, Tokyo, che utilizza la stessa mappa di Midnight Club 3: DUB Edition Remix. A differenza della versione console, la polizia non insegue il giocatore nella modalità "guida libera". Inoltre a differenza della versione per console, Midnight Club: L.A. Remix ci sono scene tagliate e le vetture nel gioco sono state suddivise, il che significa che la metà delle vetture possono essere utilizzate a Los Angeles, mentre l'altra metà può essere utilizzata a Tokyo, le moto non sono divise e possono essere utilizzate a Los Angeles e Tokyo.

## Veicoli
Moto
- 2010 Ducati 1098R
- 2007 Ducati Monster S4RS
- 2007 Kawasaki Ninja ZX-14
- 2006 Ducati 999R

Tuner
- 1983 Volkswagen Golf GTI
- 1988 Volkswagen Scirocco
- 1975 Datsun 280Z
- 1998 Nissan 240SX
- 1999 Mitsubishi Eclipse GSX
- 2004 Ford SVT Focus
- 2006 Pontiac Solstice
- 2006 Chevrolet Cobalt SS Supercharged
- 2006 Mazda RX8 "Shinka"
- 1999 Mitsubishi 3000GT VR-4
- 2006 Mitsubishi Lancer Evolution IX MR
- 1995 Mazda RX-7
- 2008 Volkswagen R32
- 2006 Nissan 350Z Roadster
- 1999 Nissan Skyline GT-R V-Spec
- 2008 Audi RS4

Auto di lusso
- 2007 Chrysler 300C SRT-8
- 2008 Mercedes-Benz S600
- 2008 Mercedes-Benz S699 "Dub Edition"
- 2007 Mercedes-Benz SL65 AMG

Muscle Car
- 1987 Buick Grand National GNX
- 1969 Chevrolet Camaro RS SS
- 1996 Chevrolet Impala SS
- 1979 Pontiac Firebird
- 1969 Ford Mustang Boss 302
- 1970 Dodge Challenger R/T
- 2005 Ford Mustang GT Convertible
- Chevrolet Camaro Concept
- Dodge Challenger Concept
- Dodge Charger SRT-8
- Chevrolet Camaro Concept "Dub Edition"
- Dodge Challenger Concept "Dub Edition"
- 2007 Chevrolet Corvette Z06
- 2008 Saleen S302 Extreme

Super Car
- 1971 Lamborghini Miura SV
- 2008 Audi R8
- 2007 Aston Martin V8 Vantage Roadster
- 2006 Ford GT
- Ford Shelby Cobra Concept
- 2006 Lamborghini Gallardo Spyder
- 2004 Lamborghini Murcielago Roadster
- 2004 Lamborghini Murcielago Roadster "Dub Edition"
- 2006 Saleen S7

## Accoglienza
La rivista Play Generation lo classificò come il secondo miglior gioco di guida del 2008. La stessa testata diede alla versione Midnight Club: L.A. Remix per PlayStation Portable un punteggio di 94/100, trovandolo un'autentica meraviglia, sbalorditivo in ogni suo comparto e con controlli e coinvolgimento entrambi eccezionali. Nell'aprile 2009 quest'ultima edizione si rivelò essere il quarto titolo più venduto per PSP.